# Manöver (lystringsgrad)

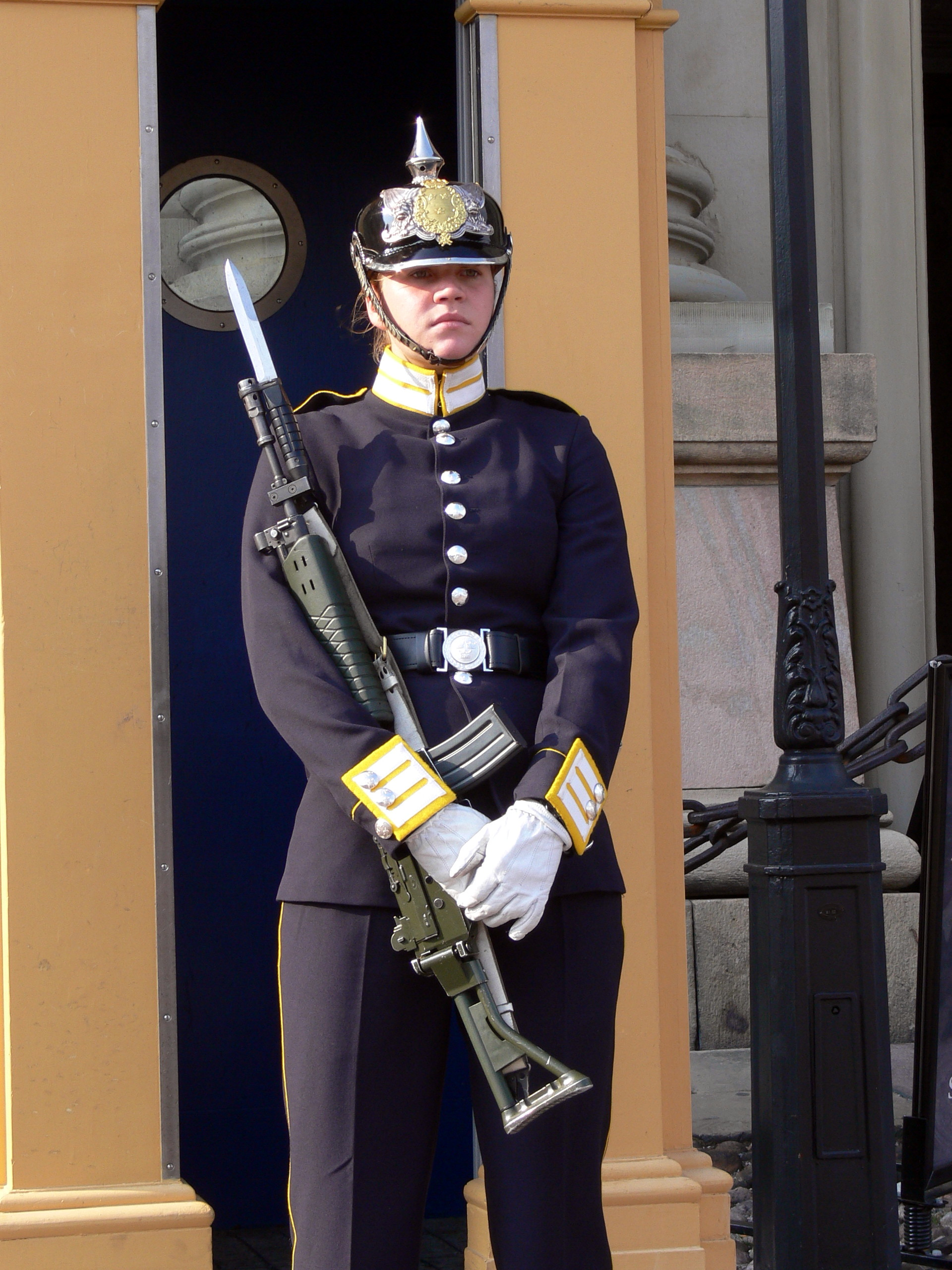
En soldat ur Högvakten vid Stockholms slott i lystringsställning.

Manöver är en lystringsgrad inom det svenska militärväsendet. Manöver är den tredje högsta lystringsgraden efter enskild ställning (även kallad givakt) och lystringsställning. Beroende på hur viktig information som delges för tillfället kan man beordra underställda att genom vissa regler lyssna till sitt befäl. Det är nödvändigt att befälet kan använda dessa lystringsgrader för att säkerställa att budskapet når fram.

## Kroppshållning
Vid manöver tillämpas en axelbred fotställning med höger hand vilande i vänster hand bakom ryggen. Hållningen skall vara rak men kan tillåtas vara bekväm. I regel skall blicken hållas rakt fram men det är tillåtet att röra på blicken och huvudet om befälet har något att visa till soldaterna. Lågmälda samtal med anknytning till tjänsten är tillåtna. Vapen bärs normalt över bröstet eller på ryggen.

## Lystringsställning
Under parad används lystringsställning i stället för ”manöver”. Skillnaden är att samtal inte är tillåtna. Lystringsställning innebär också regler för hur vapnet ska hållas. Automatkarbin hålls med höger hand runt pistolgreppet och pipan vilande mot höger överarm